# Xã Lake Town, Quận Barnes, Bắc Dakota
Xã Lake Town (tiếng Anh: Lake Town Township) là một xã thuộc quận Barnes, tiểu bang Bắc Dakota, Hoa Kỳ. Năm 2010, dân số của xã này là 39 người.